# Giải Heinz Hopf
Giải Heinz Hopf là một giải thưởng của trường ETH Zurich, được trao cho công trình khoa học xuất sắc trong lãnh vực Toán học thuần túy. 
Giải được đặt theo tên nhà toán học Đức Heinz Hopf (1894–1971), giáo sư toán học ở ETH Zürich từ năm 1931 tới 1965, và được trao mỗi 2 năm, bắt đầu từ tháng 10 năm 2009. 
Số tiền thưởng của giải này là 30.000 Franc Thụy Sĩ.

## Các người đoạt giải
| Năm  | Tên                           | Trường, Viện                                             | Tên bài thuyết trình                        |
| ---- | ----------------------------- | -------------------------------------------------------- | ------------------------------------------- |
| 2009 | Robert MacPherson             | Viện nghiên cứu cao cấp Princeton                        | How nature tiles space                      |
| 2011 | Michael Rapoport              | Đại học Bonn                                             | How geometry meets arithmetic               |
| 2013 | Yakov Eliashberg Helmut Hofer | Đại học Stanford Institute for Advanced Study, Princeton | From Dynamical Systems to Geometry and Back |
| 2015 | Claire Voisin                 | Institut de Mathématiques de Jussieu                     | Diagonals in algebraic geometry             |